# Laura Londoño
Laura Londoño Tapia (Medellín, 13 de febrero de 1988) es una actriz y modelo colombiana.

## Biografía

### Primeros años
Empezó a modelar cuando apenas tenía 10 años de la mano del reconocido diseñador colombiano Ángel Yáñez. A los 16 años sobresalió con la agencia de modas Roxanne de Francia con la cual realizó varios desfiles de ropa de calle en la ciudad de París y fue la imagen fresca y juvenil para varios catálogos de revistas. 
Estudió secundaria en el colegio Isolda Echavarría de Medellín y Arquitectura en la Universidad de los Andes en Bogotá. También estudió durante tres años actuación en Nueva York en el Lee Strasberg Theatre & Film Institute. 
Siempre se ha inclinado por las artes. Desde muy niña y hasta los 12 años en la capital antioqueña tomó clases de teatro. En la Escuela de Bellas Artes de Medellín hizo cursos de pintura, arcilla y cerámica. Además estudió canto, música, solfeo, piano y ballet. Luego, a los 13 años, se trasladó a Bogotá con su madre y su hermano que al cabo de un tiempo regresaron a Medellín y ella emprendió sola su carrera en Bogotá.
Hizo su primer casting en 2006 para entrar a la reconocida Escuela de Actuación del Canal Caracol de Colombia, que dirigía la veterana actriz Laura García. Allí estudió por dos años.

### Carrera
Trabajó en la novela Las profesionales, a su servicio, del Canal Caracol, en 2006, que fue su estreno como actriz profesional. La trama gira en torno a una compañía de formación de jóvenes para el oficio doméstico, enfermería, niñeras y damas de compañía en casas de familia. Laura es una de las lindas jóvenes que trabaja en una de las casas.
Después hizo la telenovela Victoria, producida por RTI Televisión para Telemundo, donde interpretó el personaje de Elisa, que fue emitida en 2007 y se basaba en la serie Señora Isabel, hecha anteriormente en México con el título Mirada de mujer. La obra trata sobre el drama de amor que viven la señora Victoria y Jerónimo. 
Tuvo una gran actuación en Sin senos no hay paraíso en 2008, una producción de la cadena estadounidense Telemundo, que se rodó en México, en la cual encarnó a Lina Arango, una joven que pretendía ser modelo y que resultó envuelta en el drama de las traficantes de droga.
También actuó en la telenovela de Germán Castro Caicedo, adaptada por el Canal Caracol en 2011, La bruja, filmada en su mayor parte en la población de Jardín, Antioquia. En ella interpretaba a la dulce e ingenua Lina, la mejor amiga de Amanda Mora, la protagonista de la producción, interpretada por Flora Martínez.
Laura Londoño fue protagonista principal en la afamada serie del Canal RCN El capo 2, junto a Marlon Moreno. Su papel fue Nicole, la hija del abogado que defendía al mafioso.
En Rafael Orozco, el ídolo enamoró a miles de colombianos amantes de esta historia del desaparecido juglar vallenato, con su papel de Silvia Duque, una jovial hippie amante del amor libre que se convierte en la novia del cantante en Bogotá, cuando este vino del departamento del Cesar a estudiar en la Capital. Una actuación que le mereció una nominación a los Premios India Catalina y Premios TVyNovelas como mejor papel antagónico.
En  Comando Élite, de RCN Televisión y MundoFox en 2013, que muestra la lucha de la Policía colombiana contra los principales cabecillas de la guerrilla, los paramilitares y el narcotráfico, hizo de Paula Saravia, la hija del protagonista de la serie, el General Saravia, el Jefe de la Dirección de Inteligencia, protagonizado por el actor peruano Salvador del Solar y con la realización de Jorge Alí y Rodrigo Triana. Laura define así su papel, con el cual también fue nominada a los Premios TVyNovelas, «Hago de una niña de 16 años que es muy rebelde, que trata de llamar la atención y el cariño de su papá, un policía brillante en su trabajo, pero ella lo ve muy lejos de la familia, y eso es lo que le reclama».
En 2016 y 2018 protagonizó la telenovela colombiana La ley del corazón, junto a Luciano D'Alessandro. En 2021 fue escogida para interpretar a "La Gaviota" en el remake de Café con aroma de mujer, en donde además de protagonizar, Londoño canta la banda sonora.[cita requerida]

## Filmografía

### Televisión
| Año       | Título                            | Personaje                   | Rol                                         |
| --------- | --------------------------------- | --------------------------- | ------------------------------------------- |
| 2006-2007 | Las profesionales, a su servicio  |                             |                                             |
| 2007-2008 | Victoria                          | Elisa Ortíz                 | Elenco Principal; Telenovela                |
| 2008      | El cartel                         | Pilar Gutiérrez             | Elenco Principal (Temporada 1); Telenovela  |
| 2008-2009 | Sin senos no hay paraíso          | Lina Arango                 | Elenco Recurrente; Telenovela               |
| 2011      | La bruja                          | Lina Bedoya                 | Elenco Principal; Telenovela                |
| 2012-2013 | El capo                           | Nicole Castro               | Elenco Recurrente (Temporada 2); Telenovela |
| 2012-2013 | Rafael Orozco, el ídolo           | Silvia Duque                | Elenco Principal; Telenovela                |
| 2013      | Comando élite                     | Paula Saravia               | Elenco Principal; Telenovela                |
| 2015      | Cumbia Ninja                      | Jaqueline "Jackie" Cevallos | Elenco Recurrente (Temporada 3); Serie TV   |
| 2016      | Bloque de búsqueda                | Sargento Olga Diez          | Elenco Principal; Telenovela                |
| 2016-2019 | La ley del corazón                | Julia Escallón Correa       | Protagonista; Telenovela                    |
| 2017      | Narcos                            | Katie                       | Elenco Recurrente (Temporada 3); Serie TV   |
| 2018      | Paraíso Travel                    | Reina Acuña                 | Protagonista; Telenovela                    |
| 2020      | De brutas, nada                   | Rosa                        | Invitada Estelar (Temporada 1); Serie TV    |
| 2021      | Café con aroma de mujer           | Teresa Suárez "Gaviota"     | Protagonista; Telenovela                    |
| 2021      | El Cartel de los Sapos: el origen | Constanza[cita requerida]   | Elenco Recurrente; Telenovela               |
| 2023      | Pálpito                           | Lorena Williams             | Elenco Principal (Temporada 2); Serie TV    |
| 2023      | MasterChef Celebrity              | Ella misma                  | Participante / Ganadora; Reality Show       |
| 2023-2025 | Manes                             | Antonia Miranda             | Protagonista; Serie TV                      |
| 2024      | MasterChef Celebrity              | Ella misma                  | Jurada Invitada; Reality Show               |
| 2025      | Yo no soy Mendoza                 | Laura Santander             | Protagonista; Telenovela                    |

## Cine
Su participación en el séptimo arte comenzó con la película colombiana El Último Aliento, grabada en Cúcuta en 2013, Norte de Santander. Una historia que gira en torno al fútbol y a las barras bravas. En ella Laura Londoño interpreta a Karen, una joven hincha del equipo bogotano Millonarios que se enamora profundamente de un aficionado del club Cúcuta Deportivo. El fanático muere, pero lo llevan en su ataúd al estadio para que asista al último partido del Cúcuta.
En 2014 participó en Escobar: Paradise Lost, protagonizada por el estelar actor puertorriqueño Benicio Del Toro, ganador de los premios Oscar y Globo de Oro. Filmada en Panamá, cuenta la historia de amor del capo del Cartel de Medellín, Pablo Escobar (Del Toro), el otrora narcotraficante más buscado del mundo y su esposa María Victoria (Londoño). La película producida dentro de la industria de Hollywood en 2014 es dirigida por Andrea Di Stefano.
| Año  | Título                     | Personaje      |
| ---- | -------------------------- | -------------- |
| 2005 | Al rojo                    |                |
| 2013 | Lucille in the Sky (Corto) |                |
| 2014 | Escobar: Paradise Lost     | María Victoria |
| 2015 | El último aliento          | Karen          |
| 2016 | Pablo                      | Andrea         |
| 2020 | Loco por vos               | Lina Jaramillo |
| 2020 | El olvido que seremos      | Clara          |

## Teatro
Londoño también trabajó en obras de teatro como Simplemente el fin del mundo, con la que representó a Colombia en diferentes festivales del mundo. Sus giras incluyeron España, Irlanda, Alemania, Brasil, entre otros países. También participó en obras como Tabú, Breve historia de un amor violento y El oso.

## Premios y nominaciones

### Premios TVyNovelas
| Año  | Categoría                                      | Telenovela o serie | Resultado |
| ---- | ---------------------------------------------- | ------------------ | --------- |
| 2014 | Mejor actriz de reparto de serie               | Comando élite      | Nominada  |
| 2017 | Mejor actriz protagónica de telenovela         | La ley del corazón | Ganadora  |
| 2018 | Mejor actriz protagónica de telenovela o serie | Paraíso Travel     | Nominada  |

### Premios India Catalina
| Año  | Categoría                                      | Telenovela o serie      | Resultado |
| ---- | ---------------------------------------------- | ----------------------- | --------- |
| 2013 | Mejor actriz antagónica de telenovela o serie  | Rafael Orozco, el ídolo | Nominada  |
| 2017 | Mejor actriz protagónica de telenovela o serie | La ley del corazón      | Nominada  |
| 2019 | Mejor actriz protagónica de telenovela o serie | La ley del corazón      | Nominada  |

## Vida personal
- Actualmente, está casada con Santiago Mora Bahamón, primo de la presentadora Claudia Bahamón, con quien tiene 2 hijas, Allegra y Micaela.